# Aspila clarissima
Aspila clarissima är en fjärilsart som beskrevs av Turati 1924. Aspila clarissima ingår i släktet Aspila och familjen nattflyn. Inga underarter finns listade i Catalogue of Life.